# Frouckje State
Frouckje State was een restaurant in Ryptsjerk, Nederland. Het restaurant had van 2009 tot 2013 een Michelinster.

Het restaurant werd in 2003 geopend door Thom van der Heide en Johan Oordijk. 1 januari 2010 werd het geheel overgenomen door Van der Heide en diens echtgenote Joukje. Chef-kok was Gilbert van der Heide.
Eigenaar Thom van der Heide zag zich door schuldsanering genoodzaakt Frouckje State te verkopen. Juli 2013 nam WestCord Hotels de exploitatie en het personeel van het restaurant over. Het restaurant verhuisde naar Leeuwarden, waar het op de 11e etage van het WestCord Hotel de plaats innam van restaurant Fosk en verderging onder de naam Élevé. Na de verhuizing behield het restaurant haar Michelinster.